# Batalla de Lovaina
La batalla de Lovaina se libró en septiembre de 891, enfrentando a francos y a vikingos. Esta batalla puso fin a la invasión vikinga de los Países Bajos. Esta batalla se conoce debido a que es nombrada en los Anales de Fulda.

## La batalla
Las fuerzas francas estaban al mando de Arnulfo de Carintia. Los francos lograron repeler el asalto vikingo. La matanza debió ser brutal, ya que los muertos entre el bando de los nórdicos bloqueaban el curso del río. Tras ganar la batalla, Arnulfo construyó un castillo en una pequeña isla situada en el río Dijle, Bélgica.
El texto histórico en el que se nombra la batalla, los Anales de Fulda, es el primero en nombrar la existencia de la ciudad de Lovaina, llamada en esa época Loven.